# 4775 Hansen
4775 Hansen è un asteroide areosecante. Scoperto nel 1927, presenta un'orbita caratterizzata da un semiasse maggiore pari a 2,3957868 UA e da un'eccentricità di 0,4506768, inclinata di 9,25623° rispetto all'eclittica.